# Hugh McCulloch

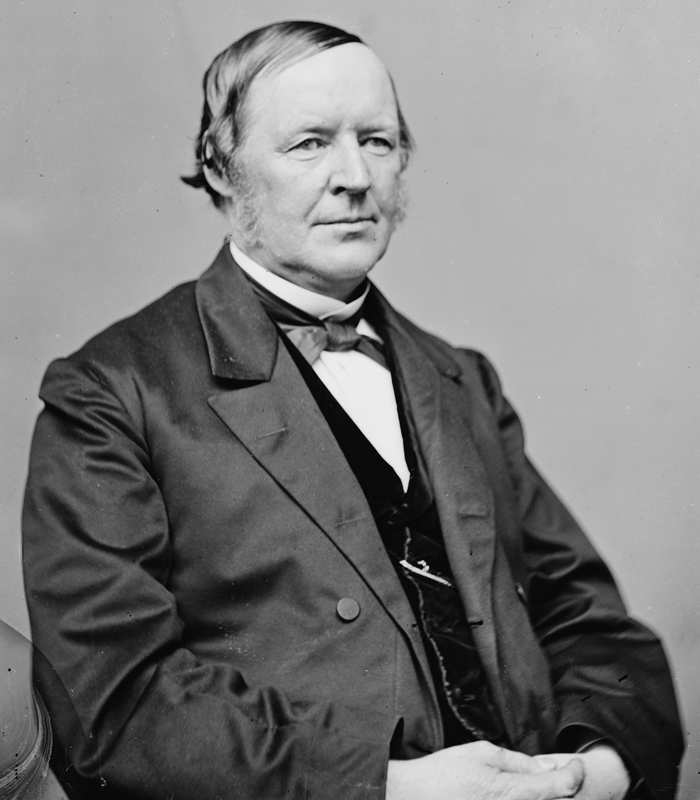
Hugh McCulloch, foto gemaakt tussen 1855 en 1865

Hugh McCulloch (Kennebunk (Maine), 7 december 1808 - Prince George's County, 24 mei 1895) was een Amerikaanse bankier en politicus. Hij was minister van Financiën van 1865 tot 1869 en van 1884 tot 1885.
McCulloch studeerde rechten, maar ging aan de slag bij de State Bank of Indiana, waaraan hij verbonden bleef tot in 1862. Toen kreeg hij een baan aangeboden bij het ministerie van Financiën, die McCulloch aanvaardde. In maart 1865 benoemde president Abraham Lincoln hem tot minister van Financiën in opvolging van William P. Fessenden. Hij bleef aan tot het einde van het presidentschap van Andrew Johnson in maart 1869. Hij leidde succesvol de aanpassing van zijn departement naar een vredeseconomie dankzij een deflatoire monetaire politiek. In 1868 zorgde hij voor een omvangrijke belastingvermindering. Na zijn aftreden ging hij weer werken in de financiële wereld. Tijdens 1884-1885 was McCulloch gedurende zes maanden minister van Financiën in het kabinet van president Chester Arthur. Daarna verhuisde hij naar Prince George's County in Maryland, waar hij overleed in 1895. 
- Bibsys: 1046215
- Gemeinsame Normdatei: 131452088
- International Standard Name Identifier: 0000 0000 8266 3705
- Library of Congress Control Number: n86830733
- National Archives and Records Administration: 10573024
- Nationale Bibliotheek van Israël: 987007271392105171
- SNAC: w6nw004g
- Système universitaire de documentation: 102397538
- Trove: 917485
- Virtual International Authority File: 74985048
- WorldCat: E39PBJmp8CmTdRvmvbjP9vPPcP